# Bolivianische Davis-Cup-Mannschaft
Die bolivianische Davis-Cup-Mannschaft ist die Herren-Tennisnationalmannschaft Boliviens. 

## Geschichte
Seit 1971 nimmt Bolivien am Davis Cup teil, kam bislang jedoch noch nicht über die Amerika Gruppenzone II hinaus. Erfolgreichster Spieler ist Javier Taborga mit insgesamt 21 Siegen, gleichzeitig ist er mit 23 Teilnahmen auch Rekordspieler.